# Présence Suisse
Présence Suisse (PRS) est une unité de l'administration fédérale suisse, subordonnée au Secrétariat général du Département fédéral des affaires étrangères, qui a pour vocation de promouvoir l'image de la Suisse à l’étranger.
Présence Suisse diffuse à l'étranger des informations sur la Suisse en coordination avec ses partenaires : notamment Pro Helvetia, Suisse Tourisme, l'Office suisse d'expansion commerciale (OSEC), le Secrétariat d'État à l'économie (SECO), swissinfo et les organisations de jeunesse et de sports en Suisse et, à l'étranger, les ambassades et consulats, les écoles suisses ainsi que les entreprises suisses, les associations de Suisses de l’étranger et les délégations suisses auprès d'organisations internationales.
Présence Suisse est responsable du site d'information en huit langues www.swissworld.org.
L'unité fait l'objet de critiques à divers égards. Ainsi, selon la NZZ am Sonntag, Christoph Blocher, alors conseiller fédéral et chef du DFJP, dépose une demande de dissolution de PRS au Conseil fédéral en novembre 2007, à la suite de la mauvaise campagne de presse dont souffre la Suisse après la campagne pour les élections fédérales de 2007, information confirmée par Le Temps et 24 heures. La Weltwoche décrit Présence Suisse en 2018 comme « Propagandastelle des Bundes » (litt. bureau de la propogande de la Confédération).